# Orquídeo Maidana
Orquídeo Maidana es un personaje de historieta argentina, creado en 1982 por el dibujante ramallense José Massaroli, que trata sobre las aventuras humorísticas de un compadrito inspirado en las milongas y cuentos de Jorge Luis Borges, y su relación con éste y otros mitos argentinos, como Carlos Gardel. 

## Trayectoria editorial
Se publicó por primera vez en junio de 1982, en la resurgida revista Caras y Caretas, como una parodia de la "Milonga de Jacinto Chiclana", de J. L. Borges. Continuó luego explorando en cada número distintos temas de la época, sin perder nunca del todo su vínculo original con la temática del escritor.
Volvió a aparecer en 1985 en el diario La Voz, en forma de tira diaria, hasta el cierre del mismo. Allí, Orquídeo Maidana, en compañía de Borges y Gardel, incursionó en El Aleph, llegando a realizar, a través de él, delirantes viajes en el tiempo.
En 1997 se publicó "Orquídeo Maidana (un guapo del 2000)", un libro que recopilaba casi la totalidad de lo publicado y algunas páginas y tiras que habían permanecido inéditas.
A partir de 2009, la revista Tango Reporter, de Los Ángeles, Estados Unidos, publica algunas de sus historietas.
En 2010, el blog Historieta Patagónica republica semanalmente la tira "Los Alephnautas".
En 2011, la revista Étnica N.º 3 de Venezuela publica una de sus historietas.
En junio de 2012 La editorial La Duendes publica su nuevo libro: La Milonga de Orquídeo Maidana, 30 Años, que es presentado en la Biblioteca Nacional.
En septiembre de 2012, una de sus historietas gana el 1.er Premio Historieta del XVII Salón Mercosur Internacional Premio Diógenes Taborda 2012 organizado por la Fundación Cultural Volpe Stessens, Museo de Humor Gráfico Diogenes Taborda, con sede en Parque de los Patricios en la Ciudad de Buenos Aires y dirigido por el museólogo Jorge Omar Volpe Stessens.

## Frases célebres
"Siempre rajar es mejor/
una huida nunca es vana..."
"Guapo que huye sirve pa' otra milonga."